# Montastruc-la-Conseillère
Montastruc-la-Conseillère (okcitansko Montastruc e la Conselhièra) je naselje in občina v južnem francoskem departmaju Haute-Garonne regije Jug-Pireneji. Leta 2008 je naselje imelo 3.069 prebivalcev.

## Geografija
Naselje leži v pokrajini Languedoc ob reki Courbet, 19 km severovzhodno od Toulousa.

## Uprava
Montastruc-la-Conseillère je sedež istoimenskega kantona, v katerega so poleg njegove vključene še občine Azas, Bazus, Bessières, Buzet-sur-Tarn, Garidech, Gémil, Lapeyrouse-Fossat, Montjoire, Montpitol, Paulhac, Roquesérière in Saint-Jean-Lherm s 13.451 prebivalci.
Kanton Montastruc-la-Conseillère je sestavni del okrožja Toulouse.

## Zanimivosti
- gradovi Château de La Conseillère in La Valade iz 15. stoletja, Montastruc (17. stoletje),
- cerkev sv. Jerneja.

## Pobratrena mesta
- Maizières-lès-Metz (Moselle, Lorena),
- Sant Pere Pescador (Katalonija, Španija).